# Pervillaea
Pervillaea là chi thực vật có hoa trong họ Apocynaceae.